# بيرتي مي
بيرترام مي (بالإنجليزية: Bertie Mee)‏، من مواليد 25 ديسمبر 1918 في بولول في إنجلترا، توفي في 22 أكتوبر 2001 في لندن في إنجلترا، لاعب كرة قدم إنجليزي سابق، ومدرب كرة قدم إنجليزي سابق.
و قد لعب مع نادي ديربي كاونتي في موسم 1938/1939، وفي عام 1939 انتقل إلى نادي مانسفيلد تاون، ولعب معهم 13 مباراة.
و قد درب نادي آرسنال منذ عام 1966 وحتى عام 1976.